# Gymnocolea
Gymnocolea là một chi rêu trong họ Anastrophyllaceae.